# Vladimír Vůjtek (1972)
Vladimír Vůjtek (* 17. února 1972, Ostrava) je bývalý český lední hokejista.

## Talent v Kanadě
S hokejem začal pod vedením svého otce v mateřských Vítkovicích. Premiéru v nejvyšší soutěži si odbyl během sezóny 1988–1989, kdy dostal důvěru ve třech zápasech. O rok později si do svých statistik připsal nejen dalších 29 utkání, ale také 7 branek a stejný počet asistencí. Poté se Vůjtek junior trvale zabydlel do seniorského mužstva. Do reprezentačních výběrů do osmnácti a do dvaceti let se však neprosadil. Během své třetí sezóny se však rozhodl zkusit štěstí za oceánem. S vidinou startu v NHL odešel do Tri-City Americans, do záložního celku Montrealu Canadiens.

## Finsko a reprezentace
Poměrně brzy se aklimatizoval a patřil k nejlepším hráčům týmu.[zdroj?] Druhý ročník v týmu patřil k jeho nejúspěšnějším. V 53 zápasech si připsal 102 bodů a dostal povel k nástupu do A-mužstva, ale nastoupil pouze ke dvěma utkáním. V srpnu 1992 byl vyměněn Edmontonu Oilers. V novém působišti sice zpočátku pendloval mezi farmou a hlavním týmem, ale po dvou sezónách měl odehráno 70 zápasů.
Ročník 1994–1995 byl ve znamení stávky NHL, proto se vydal zpět do vlasti a v 18 střetnutích vypomáhal Vítkovicím. Překvapivě doma zahájil i další sezónu, ale zranění mu dovolila nastoupit pouze do 26 duelů. Křídelního útočníka nalákalo úspěšně Finsko. Letní přípravu již absolvoval s tamním celkem Ässät Pori. Severská země mu evidentně svědčila a dostavila se i herní pohoda. SM-Liiga měla novou hvězdu.[zdroj?] V konečném součtu bodování ligy skončil pouhý bod za Petri Varisem. Jeho statistiky čítaly 58 bodů v 50 zápasech. Kvalitní výkony v sezóně nemohly uniknout pozornosti reprezentačních trenérů a ti ho nominovali do reprezentačního mužstva. Nasazen byl ve formaci s kladenskými útočníky Pavlem Paterou a Martinem Procházkou.
Na Mistrovství světa v ledním hokeji 1997 postoupil celek České republiky ze skupiny z prvního místa, když nestačil pouze na Rusko. V zápase semifinálové skupiny s Kanadou (který tým ČR vyhrál hlavně díky hattricku a jedné asistenci Vůjtka) inkasoval Vůjtek několik krosčeků, při kterých byl sražen na led a turnaj pro něj skončil s diagnózou otřesu mozku. Sudí navíc Vůjtka vyloučil (tento trest mu později direktoriát snížil na čtyřminutový). Satisfakcí byl kromě bronzové medaile i trojnásobný triumf při vyhlašování nejlepších hráčů. Společně s Martinem Procházkou vyhráli produktivitu a střeleckou tabulku turnaje a rovněž byli zařazeni do All Star týmu turnaje.

## Období problémů
Vystoupení nového českého hráče neuniklo zámořským pozorovatelům a nejkonkrétnější nabídku tehdy předložilo vedení Tampy Bay Lightning. Smlouva byla podepsána na rok s roční opcí. V dresu Blesků odehrál pouhých 30 zápasů, důvodem byly další zdravotní komplikace, které mu značně oslabily tělo. Původcem byl přechozený zánět ucha, který lékaři sice začali léčit antibiotiky, ale zároveň situaci podcenili. Vedení navíc na hráče tlačilo, aby hrál, jenže to se stalo pro něj osudným. Zhoršené dýchání s velkou bolestí v hrudníku předznamenaly problémy vážnějšího charakteru. To v podstatě znamenalo konec nadějím na olympijské hry, kde měl mít jistou pozici v týmu.
Ročník 1998–1999 zahájil opět v nejvyšší soutěži v ČR a vrátil se opět na výsluní s 55 body v 47 zápasech. V létě jej zlákal do zámoří tým Atlanty Thrashers. Po střetu s bruslí Rusa Valerije Kamenského mu zůstala deseticentimetrová tržná rána na tváři, kterou bylo nutné sešít téměř dvěma sty stehy. Po třech zápasech se vrátil zpět do Evropy a zamířil do pražské Sparty, se kterou získal mistrovský titul.
Po dvou sezónách se vrátil do Finska a upsal se týmu HPK Hämeenlinna. Bylo znát, že zdejší herní styl mu vyhovuje[zdroj?] a to větším překvapením bylo, že po roce kývnul na nabídku Pittsburghu Penguins. Týmu z Pensylvánie, v čele s Mariem Lemieuxem, však nevyšel nástup do sezóny a zásah do sestavy na sebe nenechal dlouho čekat. Jedním z nich, kteří byli posláni na tribunu byl i Vůjtek. Vedení řešilo složení mužstva po svém a po vyčkávané se nakonec s útočníkem dohodlo na ukončení smlouvy. Zklamaný Vůjtek se vrátil do Vítkovic. Během dalších let vystřídal několik zahraničních angažmá, Rusko, ověřené Finsko a Švýcarsko, ale potřebná chuť k hokeji jakoby se vytratila.[zdroj?] V roce 2006, kdy s ním Vítkovice již nepočítaly se rozhodl ukončit hráčskou kariéru. Zlom nastal o rok později, kdy jej k návratu na ledovou plochu přesvědčil třinecký klub, konkrétně pak údajně útočníci Jan Peterek s Jaroslavem Kudrnou.[zdroj?]
Celkově vystřídal devatenáct klubů. Vůjtkova technika dělala vždy soupeřům nemalé problémy a z toho často právě vyplynuly zákroky za hranicí pravidel.[zdroj?] V současnosti plní roli hráčského agenta.

## Ocenění a úspěchy
- 1992 CHL – Třetí All-Star Tým
- 1992 WHL – První západní All-Star Tým
- 1997 MS – All-Star Tým
- 1997 MS – Nejlepší střelec
- 1997 MS – Nejproduktivnější hráč
- 2000 EHL – All-Star Tým
- 2002 SM-l – All-Star Tým
- 2002 SM-l – Nejlepší hráč měsíce listopadu 2001

## Prvenství
- Debut v NHL – 4. února 1992 (Vancouver Canucks proti Montreal Canadiens)
- První gól v NHL – 28. října 1992 (Edmonton Oilers proti Minnesota North Stars, brankáři Bill Ranford)
- První asistence v NHL – 31. října 1992 (Edmonton Oilers proti Washington Capitals)

## Klubová statistika
| Sezóna        | Klub                 | Soutěž        |     | Základní část | Základní část | Základní část | Základní část | Základní část |    | Play off | Play off | Play off | Play off | Play off |
| Sezóna        | Klub                 | Soutěž        | Z   | G             | A             | B             | TM            | Z             | G  | A        | B        | TM       |          |          |
| 1988–89       | TJ Vítkovice         | ČSHL          | 3   | 0             | 1             | 1             | 0             | —             | —  | —        | —        | —        |          |          |
| 1989–90       | TJ Vítkovice         | ČSHL          | 22  | 3             | 4             | 7             | —             | 7             | 4  | 3        | 7        | —        |          |          |
| 1990–91       | TJ Vítkovice         | ČSHL          | 26  | 7             | 4             | 11            | 16            | —             | —  | —        | —        | —        |          |          |
| 1990–91       | Tri-City Americans   | WHL           | 37  | 26            | 18            | 44            | 25            | 7             | 2  | 3        | 5        | 4        |          |          |
| 1991–92       | Tri-City Americans   | WHL           | 53  | 41            | 61            | 102           | 114           | —             | —  | —        | —        | —        |          |          |
| 1991–92       | Montréal Canadiens   | NHL           | 2   | 0             | 0             | 0             | 0             | —             | —  | —        | —        | —        |          |          |
| 1992–93       | Edmonton Oilers      | NHL           | 30  | 1             | 10            | 11            | 8             | —             | —  | —        | —        | —        |          |          |
| 1992–93       | Cape Breton Oilers   | AHL           | 20  | 10            | 9             | 19            | 14            | 1             | 0  | 0        | 0        | 0        |          |          |
| 1993–94       | Edmonton Oilers      | NHL           | 40  | 4             | 15            | 19            | 14            | —             | —  | —        | —        | —        |          |          |
| 1994–95       | Cape Breton Oilers   | AHL           | 30  | 10            | 11            | 21            | 30            | —             | —  | —        | —        | —        |          |          |
| 1994–95       | Las Vegas Thunder    | IHL           | 1   | 0             | 0             | 0             | 0             | —             | —  | —        | —        | —        |          |          |
| 1994–95       | HC Vítkovice         | ČHL           | 18  | 5             | 8             | 13            | 51            | —             | —  | —        | —        | —        |          |          |
| 1995–96       | HC Vítkovice         | ČHL           | 26  | 6             | 7             | 13            | 42            | 4             | 1  | 1        | 2        | 0        |          |          |
| 1996–97       | Ässät                | SM-l          | 50  | 27            | 31            | 58            | 48            | 4             | 1  | 2        | 3        | 2        |          |          |
| 1997–98       | Tampa Bay Lightning  | NHL           | 30  | 2             | 4             | 6             | 16            | —             | —  | —        | —        | —        |          |          |
| 1997–98       | Adirondack Red Wings | AHL           | 2   | 1             | 2             | 3             | 0             | —             | —  | —        | —        | —        |          |          |
| 1998–99       | HC Vítkovice         | ČHL           | 46  | 19            | 30            | 49            | 65            | —             | —  | —        | —        | —        |          |          |
| 1999–00       | Atlanta Thrashers    | NHL           | 3   | 0             | 0             | 0             | 0             | —             | —  | —        | —        | —        |          |          |
| 1999–00       | HC Sparta Praha      | ČHL           | 29  | 12            | 19            | 31            | 14            | 8             | 2  | 3        | 5        | 10       |          |          |
| 2000–01       | HC Sparta Praha      | ČHL           | 38  | 11            | 18            | 29            | 28            | 13            | 3  | 6        | 9        | 4        |          |          |
| 2001–02       | HPK                  | SM-l          | 45  | 19            | 39            | 58            | 38            | 8             | 4  | 7        | 11       | 6        |          |          |
| 2002–03       | Pittsburgh Penguins  | NHL           | 5   | 0             | 1             | 1             | 0             | —             | —  | —        | —        | —        |          |          |
| 2002–03       | HC Vítkovice         | ČHL           | 6   | 1             | 5             | 6             | 4             | —             | —  | —        | —        | —        |          |          |
| 2002–03       | Severstal Čerepovec  | RSL           | 16  | 7             | 14            | 21            | 12            | 12            | 2  | 3        | 5        | 8        |          |          |
| 2003–04       | HPK                  | SM-l          | 30  | 9             | 16            | 25            | 86            | —             | —  | —        | —        | —        |          |          |
| 2003–04       | Chimik Voskresensk   | RSL           | 12  | 2             | 1             | 3             | 4             | —             | —  | —        | —        | —        |          |          |
| 2004–05       | HC Vítkovice         | ČHL           | 26  | 14            | 5             | 19            | 16            | 10            | 4  | 4        | 8        | 12       |          |          |
| 2005–06       | HC Forward-Morges    | NLB           | 20  | 13            | 16            | 29            | 59            | —             | —  | —        | —        | —        |          |          |
| 2005–06       | ZSC Lions            | NLA           | 4   | 0             | 2             | 2             | 4             | —             | —  | —        | —        | —        |          |          |
| 2005–06       | HC Vítkovice Steel   | ČHL           | 3   | 0             | 2             | 2             | 2             | 4             | 1  | 0        | 1        | 0        |          |          |
| 2006–07       | HC Oceláři Třinec    | ČHL           | 24  | 3             | 6             | 9             | 8             | —             | —  | —        | —        | —        |          |          |
| Celkem v NHL  | Celkem v NHL         | Celkem v NHL  | 110 | 7             | 30            | 37            | 38            | —             | —  | —        | —        | —        |          |          |
| Celkem v ČHL  | Celkem v ČHL         | Celkem v ČHL  | 216 | 71            | 100           | 171           | 230           | 39            | 11 | 14       | 25       | 26       |          |          |
| Celkem v SM-l | Celkem v SM-l        | Celkem v SM-l | 125 | 55            | 86            | 141           | 172           | 12            | 5  | 9        | 14       | 8        |          |          |

## Reprezentace
- premiéra v národním dresu: 3. listopadu 1995 v zápase proti Finské reprezentaci ve Stuttgartu;

| Rok                       | Tým                       | Soutěž                    | Z | G | A | B  | TM |
| ------------------------- | ------------------------- | ------------------------- | - | - | - | -- | -- |
| 1997                      | Česko                     | MS                        | 8 | 7 | 7 | 14 | 31 |
| Seniorská kariéra celkově | Seniorská kariéra celkově | Seniorská kariéra celkově | 8 | 7 | 7 | 14 | 31 |